# Simon Clarke (cyclisme)
Pour les articles homonymes, voir Simon Clarke et Clarke.
Simon Clarke, né le 18 juillet 1986 à Melbourne, est un coureur cycliste australien.
Il a notamment gagné deux étapes du Tour d'Espagne et une du Tour de France. Il a également remporté le classement de la montagne du Tour d'Espagne 2012.

## Biographie

### Débuts de carrière
À ses débuts, Simon Clarke s'illustre sur piste. Il est troisième en 2003 de l'épreuve de l'américaine aux championnats d'Australie juniors (17/18 ans). En 2004, à Los Angeles, il devient champion du monde de poursuite par équipes juniors  aux côtés de Michael Ford, Matthew Goss et Miles Olman. 
Il décroche ses premiers succès sur route en 2005, avec la Baw Baw Classic, le prologue du Tour des régions italiennes et le général du Tour of the Murray River. En 2006, il rejoint l'équipe sur route Southaustralia.com-AIS. Lors du Tour Down Under, disputé avec l'équipe nationale australienne, il termine huitième au classement général et prend la deuxième place du classement des jeunes. La même année, il se classe quatrième du Tour des régions italiennes, de la Clásica Memorial Txuma, septième du Tour de Navarre (où il gagne une étape) et huitième du Herald Sun Tour. Il est également champion d'Australie de l'américaine (avec Miles Olman). L'année suivante, il est notamment deuxième du Gran Premio Palio del Recioto, troisième du championnat d'Australie sur route espoirs et du Gran Premio della Liberazione, sixième du Tour de Grande-Bretagne, septième du Circuito Montañés et du Herald Sun Tour. En 2008, il devient champion d'Australie sur route espoirs et gagne une étape du Tour du Japon. Il s'llustre sur le calendrier international espoirs (moins de 23 ans) en remportant le Trophée de la ville de San Vendemiano. Il est également deuxième de la Côte picarde, du Trofeo Alcide Degasperi, du Gran Premio Capodarco et quatrième du Tour des Flandres espoirs.
En 2009, Clarke qui vit en Italie, rejoint la formation san-marinaise Amica Chips-Knauf, mais celle-ci est en proie à des difficultés financières et disparait en cours de saison. Il rejoint en août l'équipe professionnelle italienne ISD-Neri. Lors de cette année, il se classe huitième du Trofeo Laigueglia, du Gran Premio dell'Insubria et du Tour de Grande-Bretagne. Il est sélectionné pour les mondiaux, où il joue un rôle d'équipier pour Cadel Evans qui décroche le titre mondial.  En 2010, son meilleur résultat est une quatrième place au sprint sur le Grand Prix de l'industrie et de l'artisanat de Larciano, où il arrive pour la gagne. 

### 2011: première expérience en World Tour avec Astana
En 2011, il rejoint l'équipe World Tour Astana, après l'arrêt soudain de la Cervélo Test Team qu'il devait rejoindre. Il fait ses débuts avec l'équipe kazakhe lors du Tour Down Under en janvier, puis termine à la quinzième place du classement général de Tirreno-Adriatico. En deuxième partie de saison, il se révèle en terminant coup sur coup cinquième des Trois vallées varésines et de la Coppa Agostoni, puis en décrochant ses premiers tops 10 sur des classiques du World Tour : septième de la Vattenfall Cyclassics et dixième du Grand Prix cycliste de Québec.

### 2012-2015: chez Orica-GreenEDGE
En 2012, Simon Clarke est engagé par la nouvelle équipe australienne Orica-GreenEDGE. Pour sa première saison dans l'équipe, il termine cinquième du Tour du Haut-Var, puis deuxième du Rogaland Grand Prix et du Tour de Norvège. En août, il dispute le Tour d'Espagne, son premier grand tour, où il remporte sa première victoire professionnelle lors de la quatrième étape, au col de Valdezcaray. Il fait partie de l'échappée matinale, et se rend au bout sur le parcours accidenté. Ils ne sont plus que deux lorsque vient le temps de disputer le sprint final, lui et l'Allemand Tony Martin. Clarke profite du sillage de Martin dans le dernier kilomètre et s'impose au sprint. Il remporte le maillot de meilleur grimpeur, blanc à pois bleu, qu'il avait endossé lors de l'étape de Valdezcaray. Il devient le deuxième Australien de l'histoire à remporter un classement de la montagne dans un grand tour, après Matthew Lloyd sur le Tour d'Italie 2010. En fin d'année, il prolonge son contrat jusqu'en 2015.
En 2013, il dispute son premier Tour de France, où il est élu coureur le plus combatif lors de la troisième étape remportée par son coéquipier Simon Gerrans. Le lendemain, avec ses coéquipiers, il remporte la quatrième étape, un contre-la-montre par équipes. Après un Tour d'Espagne moins réussie que l'année précédente, il termine septième du championnat du monde. Il remporte le Herald Sun Tour en début d'année 2014, une course qu'il tenait à remporter, étant originaire de Melbourne. Il est sélectionné pour la course en ligne des championnats du monde 2014, où il est équipier de Simon Gerrans, finalement deuxième de la course.
En début d'année 2015, il se classe deuxième de la Cadel Evans Great Ocean Road Race et quatrième du Herald Sun Tour. En mai, il découvre le Tour d'Italie. Grâce à la victoire d'Orica-GreenEDGE lors du contre-la-montre par équipes inaugural, Clarke revêt pour une journée le maillot rose. Lors de la 10e étape, il donne sa roue à son compatriote Richie Porte, victime d'une crevaison. Le règlement interdisant ce genre d'aide entre coureurs d'équipes rivales, les deux australiens sont pénalisés de deux minutes. Après avoir passé trois saisons dans l'équipe Orica-GreenEDGE, il annonce son départ à l'issue de la saison 2015 et s'engage avec la formation Cannondale.

### 2016-2020: carrière chez Cannondale/EF
Le 6 mars 2016, pour sa troisième course avec sa nouvelle équipe Cannondale, il gagne le Grand Prix de l'industrie et de l'artisanat de Larciano en solitaire. Il participe au Tour d'Italie au service de Rigoberto Urán, finalement septième. Il est ensuite au départ des Jeux olympiques de Rio où il prend la 25e place. Fin août, il abandonne le Tour d'Espagne en raison d'une épaule fracturée. Il n'obtient aucun résultat notable en 2017. Il court plutôt avec un rôle de capitaine de route, notamment sur le Tour de France, où Rigoberto Urán termine deuxième au classement général, ainsi qu'au Tour d'Espagne, où Michael Woods se classe septième au classement général et Davide Villella remporte le classement de la montagne. En fin de saison, il prolonge son contrat jusqu'en 2020 avec l'équipe américaine qui est renommée EF Education First. 
En février 2018, il est huitième du Tour d'Andalousie, puis se fracture trois vertèbres sur Milan-San Remo après avoir percuté un mur de pierre dans une descente. Le 29 août, à l'issue d'une échappée, il remporte lors d'un sprint à trois la 5e étape du Tour d'Espagne. Il s'agit de la première victoire de la saison en World Tour pour l'équipe EF Education First qui connait une saison difficile.
En 2019, il connait la meilleure saison de sa carrière. Absent sur le Tour Down Under, en raison de la naissance de son enfant, il commence son année avec une deuxième place sur le Tour de La Provence derrière Gorka Izagirre. En mars, il est huitième  des Strade Bianche et de Tirreno-Adriatico, puis neuvième de Milan-San Remo. Le 21 avril, il termine deuxième de l'Amstel Gold Race en prenant la route de Mathieu van der Poel, auteur d'un sprint surpuissant dans le final. Il s'agit du premier podium pour Clarke sur une classique World Tour. Durant l'été, il décroche tops 10 sur le Tour de France, puis se classe neuvième du BinckBank Tour et onzième du Tour de Grande-Bretagne. 
Lors d'une saison 2020 marquée par l'arrêt des courses en raison de la pandémie de Covid-19, Simon Clarke gagne au sprint la Drôme Classic devant Warren Barguil, puis obtient deux tops 5 sur le Tour d'Italie. En novembre 2020, non conservé par l'équipe EF Pro Cycling, il annonce avoir signé un contrat de deux ans avec la Team Qhubeka Assos pour la saison 2021.

### 2021: Qhubeka Assos
Lors de cette année, Simon Clarke termine notamment cinquième de la Drôme Classic et huitième des Strade Bianche. Après un Tour de France sans résultat en raison d'une fracture de la vertèbre L4 lors du troisième jour, il se classe ensuite parmi les dix premiers sur l'une des étapes les plus difficiles du Tour de Grande-Bretagne, puis prend la cinquième place de la Primus Classic. Cependant, en difficultés financières, l'équipe Qhubeka NextHash disparait à l'issue de la saison et Clarke se retrouve sans équipe.

### Depuis 2022: chez Israel-Premier Tech
En janvier 2022, il s'engage avec l'équipe Israel-Premier Tech pour une saison, où il rejoint notamment Christopher Froome, Michael Woods et Jakob Fuglsang. Sélectionné pour le Tour de France, Clarke y remporte la cinquième étape à l'issue d'un sprint à cinq au sein d'une échappée partie sur les pavés. Il s'agit de la première victoire sur le Tour pour son équipe. Il est testé positif au SARS-CoV-2 avant le départ de la quinzième étape et est contraint à l'abandon.

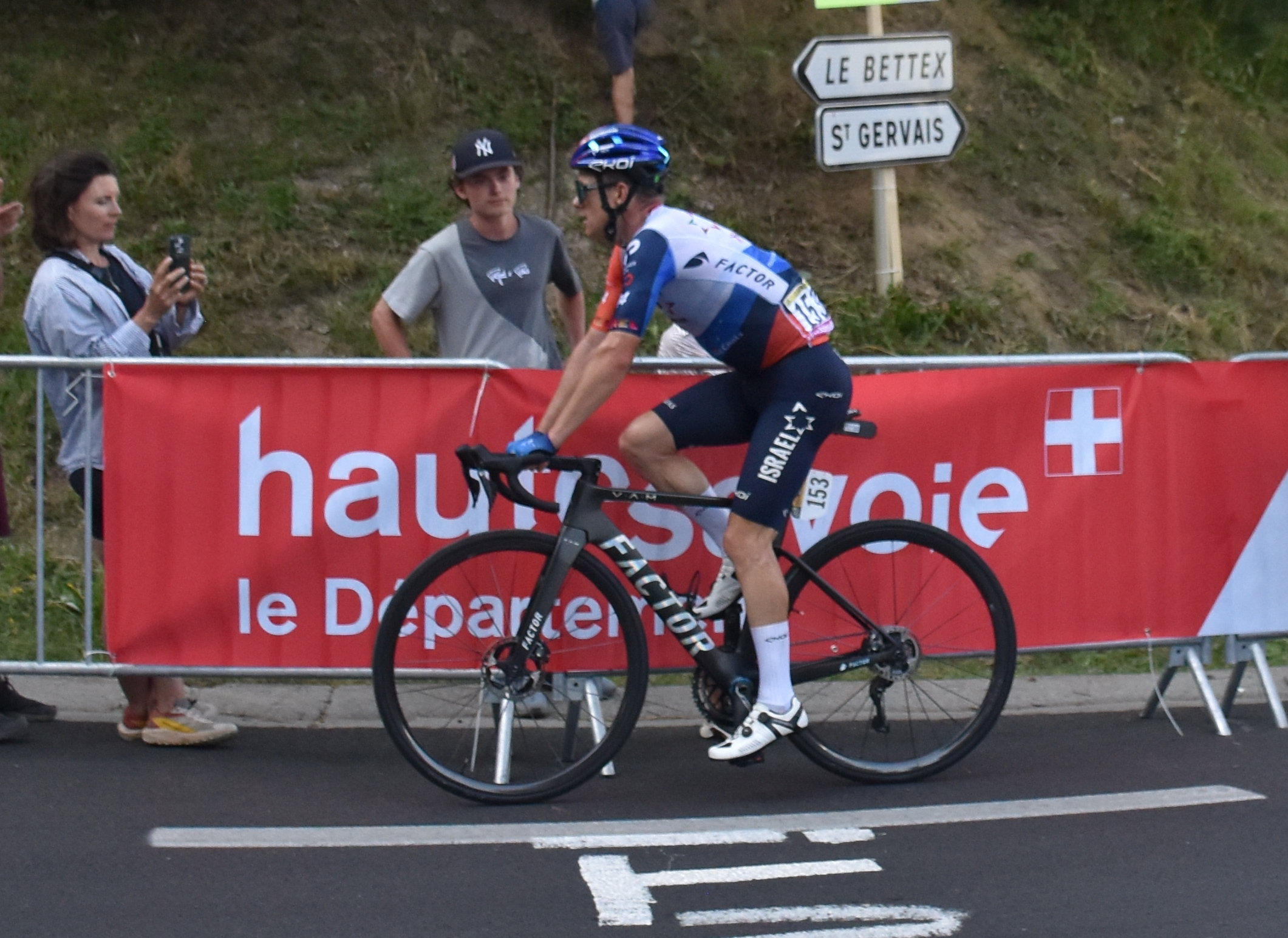
Simon Clarke lors du Tour de France 2023.

Lors du Tour d'Italie 2023, Simon Clarke, ainsi qu'Alessandro De Marchi, sont les derniers membres d'une échappée formée durant la sixième étape. Les deux coureurs pensent se disputer la victoire mais sont rattrapés par le peloton à 200 mètres de la ligne d'arrivée. Malade ensuite, Clarke ne prend pas le départ de la seizième étape.

## Palmarès sur route et classements mondiaux

### Palmarès amateur
- 2005
  - Baw Baw Classic
  - Prologue du Tour des régions italiennes
  - Classement général du Tour of the Murray River
  - 2e du Tour de Tasmanie
  - 2e de la Grafton to Inverell Classic
- 2006
  - 4e étape du Tour de Navarre
- 2007
  - 2e du Gran Premio Palio del Recioto
  - 3e du championnat d'Australie sur route espoirs
  - 3e du Gran Premio della Liberazione
- 2008
  -  Champion d'Australie sur route espoirs
  - 4e étape du Tour du Japon
  - Trophée de la ville de San Vendemiano
  - 2e de la Côte picarde
  - 2e du Trofeo Alcide Degasperi
  - 2e du Gran Premio Capodarco

### Palmarès professionnel
| - 2011 - 7e de la Vattenfall Cyclassics - 10e du Grand Prix cycliste de Québec - 2012 - Tour d'Espagne : - Classement de la montagne - 4e étape - 2e du Rogaland Grand Prix - 2e du Tour de Norvège - 2013 - 4e étape du Tour de France (contre-la-montre par équipes) - 7e du championnat du monde sur route - 2014 - Herald Sun Tour : - Classement général - 2e étape - 2015 - 1re étape du Tour d'Italie (contre-la-montre par équipes) - 2e de la Cadel Evans Great Ocean Road Race - 2016 - Grand Prix de l'industrie et de l'artisanat de Larciano | - 2018 - 5e étape du Tour d'Espagne - 2019 - 2e du Tour de La Provence - 2e de l'Amstel Gold Race - 8e des Strade Bianche - 8e de Tirreno-Adriatico - 9e de Milan-San Remo - 9e du BinckBank Tour - 2020 - Drôme Classic - 2021 - 8e des Strade Bianche - 2022 - 5e étape du Tour de France - 3e du Trofeo Serra de Tramuntana - 3e du Grand Prix Miguel Indurain - 2023 - 2e du championnat d'Australie sur route - 2e du Tour de Murcie - 3e de la Cadel Evans Great Ocean Road Race |  |

### Résultats sur les grands tours

#### Tour de France
8 participations
- 2013 : 68e, vainqueur de la 4e étape (contre-la-montre par équipes)
- 2014 : 113e
- 2017 : 86e
- 2018 : 100e
- 2019 : 61e
- 2021 : 123e
- 2022 : non-partant (15e étape), vainqueur de la 5e étape
- 2023 : 109e

#### Tour d'Italie
6 participations
- 2015 : 63e, vainqueur de la 1re étape (contre-la-montre par équipes),  maillot rose pendant 1 jour
- 2016 : 67e
- 2020 : 75e
- 2023 : non-partant (16e étape)
- 2024 : 97e
- 2025 : 117e

#### Tour d'Espagne
6 participations
- 2012 : 77e, vainqueur de la 4e étape,  vainqueur du classement de la montagne
- 2013 : 69e
- 2014 : 70e
- 2016 : non-partant (11e étape)
- 2017 : 74e
- 2018 : 46e, vainqueur de la 5e étape

### Classements mondiaux
| Année                                 | 2005 | 2006 | 2007 | 2008 | 2009 | 2010 | 2011 | 2012 | 2013 | 2014 | 2015 | 2016 | 2017 | 2018 | 2019 | 2020 | 2021 | 2022 | 2023 | 2024 |
| ------------------------------------- | ---- | ---- | ---- | ---- | ---- | ---- | ---- | ---- | ---- | ---- | ---- | ---- | ---- | ---- | ---- | ---- | ---- | ---- | ---- | ---- |
| UCI World Tour                        |      |      |      |      |      |      | 133e | 133e | nc   | 204e | 153e | 207e | 304e | 149e |      |      |      |      |      |      |
| Classement mondial                    |      |      |      |      |      |      |      |      |      |      |      | 325e | 650e | 347e | 69e  | 131e | 218e | 118e | 148e | 361e |
| UCI Europe Tour                       | 793e | 331e | 177e | 74e  | 329e | 448e |      |      |      |      |      | 335e | 519e | 751e |      |      |      |      |      |      |
| UCI Asia Tour                         | nc   | nc   | nc   | 158e | nc   | 208e |      |      |      |      |      | nc   | nc   | nc   |      |      |      |      |      |      |
| UCI America Tour                      | nc   | nc   | nc   | nc   | nc   | nc   |      |      |      |      |      | 248e | nc   | nc   |      |      |      |      |      |      |
| UCI Oceania Tour                      | 28e  | 33e  | 17e  | 36e  | 30e  | nc   |      |      |      |      |      | nc   | nc   | 65e  | 5e   | 9e   | 11e  | 5e   | 10e  | 21e  |
|                                       |      |      |      |      |      |      |      |      |      |      |      |      |      |      |      |      |      |      |      |      |
| Légende : nc = non classéSource : UCI |      |      |      |      |      |      |      |      |      |      |      |      |      |      |      |      |      |      |      |      |

## Palmarès sur piste

### Championnats du monde
- Bordeaux 2006
  - 7e de l'américaine

### Championnats du monde juniors
- 2004
  -  Champion du monde de poursuite par équipes juniors (avec Michael Ford, Matthew Goss et Miles Olman)

### Championnats nationaux
- 2003
  - 3e du championnat d'Australie de l'américaine juniors
- 2004
  - 3e du championnat d'Australie de l'américaine juniors
- 2005
  - 2e du championnat d'Australie de l'américaine
- 2006
  -  Champion d'Australie de l'américaine (avec Miles Olman)